# Mireia Carbó
Mireia Carbó   (segle XX) és una cuinera catalana que fa classes i ha escrit llibres de cuina en català (i tots traduïts al castellà). A més, col·labora regularment al programa radiofònic El dia, de Jordi Duran, a COM Ràdio.
Va estudiar a l'Escola d'Hostaleria de Barcelona i va treballar en restaurants de diferents categories. Ha estat col·laboradora habitual de l'Elisenda Camps en programes de ràdio i de televisió, com La Bona Vida de 8tv o La cuina de Carbó de la Xarxa de Televisions Locals, en el que cada programa ensenyava com fer una recepta casolana d'una manera senzilla, així com alguns trucs de restaurants que es poden fer a casa. Va deixar el restaurant per dedicar-se per complet a les classes de cuina que dona al Club Caprabo i a l'Escola de Cuina Mireia Carbó de Barcelona i a escriure llibres de cuina. El seu estil és molt obert i planer. Les receptes busquen ser sanes, fàcils i relativament ràpides a fer.

## Publicacions
- 2004: La cuina que no amoïna. Viena Edicions.[3] Premi Gourmand World Cookbook Awards 2004.
- 2005: La cuina et dona joc. Viena Edicions[4]
- 2007: La cuina salvavides. Viena Edicions[5]